# Rânes
Rânes ([ʁan] ) ist eine französische Gemeinde mit 1.042 Einwohnern (Stand: 1. Januar 2022) im Département Orne in der Region Normandie. Sie gehört zum Arrondissement Argentan und zum Gemeindeverband Terres d’Argentan Interco. Die Einwohner werden Rânais und Ranaises genannt. Sie ist eine mit dem Regionalen Naturpark Normandie-Maine assoziierte Zugangsgemeinde.
Die Gemeinde erhielt 2023 die Auszeichnung „Drei Blumen“, die vom Conseil national des villes et villages fleuris (CNVVF) im Rahmen des jährlichen Wettbewerbs der blumengeschmückten Städte und Dörfer verliehen wird.

## Geografie

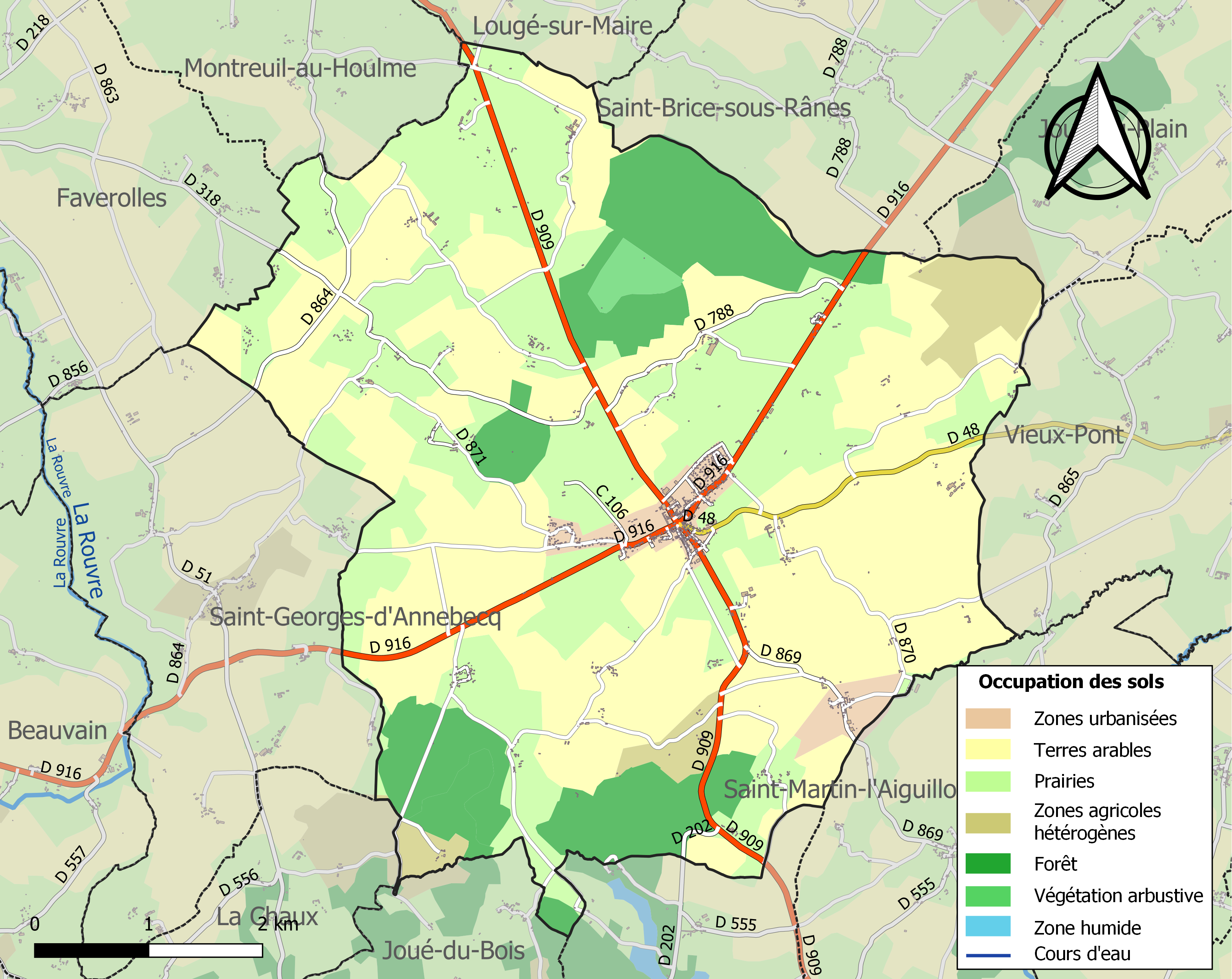
Bodennutzung und Infrastruktur der Gemeinde (2018)

Die Gemeinde Rânes liegt etwa 18 Kilometer südwestlich von Argentan und etwa 32 Kilometer nordwestlich von Alençon in der Région naturelle Pays d’Houlme. Der Couillard, ein Nebenfluss des Udon, durchströmt mehrfach gestaut das südliche Gemeindegebiet. Die Gemeinde wird außerdem vom Ruisseau des Masses, vom Ruisseau de la Noève, der im weiteren Verlauf Maire genannt wird, vom Flüsschen Rânette und verschiedenen kleineren Bächen und Gräben entwässert. Das Zentrum liegt auf einer Höhe von etwa 250 m. Das Relief des Gebiets fällt am Austritt des Couillard im Osten auf 196 m ab und steigt im Südwesten an einer Bodenerhebung auf 317 m an.
Teile des Gebiets von Rânes gehören zum Natura 2000-Schutzgebiet „Haute vallée de l’Orne et affluents“ (FR2500099) sowie von drei ZNIEFF-Naturzonen. Rund 82 % der Fläche der Gemeinde werden landwirtschaftlich genutzt, rund 14 % sind bewaldet, rund 2 % entfallen auf bebaute Flächen, rund 1 % auf Flächen mit Strauch- und/oder Kräutervegetation (Stand: 2018).
Rânes wird umgeben von den Nachbargemeinden Lougé-sur-Maire und Saint-Brice-sous-Rânes im Norden, Joué-du-Plain im Nordosten, Vieux-Pont im Osten, Saint-Martin-l’Aiguillon im Südosten, Le Champ-de-la-Pierre und Joué-du-Bois im Süden, La Chaux im Südwesten, Saint-Georges-d’Annebecq im Südwesten und Westen, Faverolles im Westen und Nordwesten sowie Montreuil-au-Houlme im Nordwesten.

## Geschichte
Das Gebiet der Gemeinde Rânes war in urgeschichtlichen Zeiten besiedelt und macht die Stätte zu einer der ältesten prähistorischen Stätten des Départements. Die zwischen 1999 und 2002 durchgeführten Ausgrabungen ermöglichten die Dokumentation der Anwesenheit des Neandertalers vor 150.000 Jahren und vor rund 40.000 Jahren. Mit einer Fläche von fast 500 Hektar ist dieser Ort eine der wichtigsten in der Neandertaler-Welt. Es ist auch in Bezug auf die Dichte mit fast 1000 Objekten (Werkzeuge, Splitter usw.) pro Quadratmeter außergewöhnlich.
Früher wurde Rânes auf verschiedene Arten benannt: Raana, Raennes, Rannes, Rasnes. Etymologisch stammt dieser Name aus dem lateinischen Plural Ranae (Rana: deutsch Frosch).
Der Name Raana erschien während einer Spende von Zehnten im Jahr 1086 von Roger de Beaumont an die Abtei Saint-Wandrille (Seine Maritime). Ebenfalls geschrieben Rasnes, blieb das Anwesen in der Baronie Asnebecq. Elf Familien, darunter fünf von ihnen, die zumindest den ältesten Namen in Frankreich gehören, wurden in der direkten Linie oder durch Ehe das Anwesen übertragen, nämlich: de Beaumont, de Neufbourg, de Meheudin, de Husson, de Saint Germain, d’Harcourt, du Pont Bellanger, d’Argouges, de Montreuil, de Broglie, de Berghes. 1404 verwandelte Guillaume II. de Méheudin das Herrenhaus von Rânes in ein großes Gebäude, dessen großartiger Turm das Herzstück war.
Am 15. Juli 1719 verwüstete ein Feuer das Schloss. Es wurde bis 1730 von Louis d’Argouges wiederhergestellt. 1907 starb der letzte Erbe ohne Nachkommen. Im selben Jahr wurde das Schloss von Charles Richard, einem Industriellen aus dem Norden Frankreichs, gekauft. Am 15. Juli 1947 erfolgte der Kauf des Schlosses und des Parks durch die Gemeinde Rânes.

## Bevölkerungsentwicklung
| Jahr                       | 1962 | 1968 | 1975 | 1982 | 1990 | 1999 | 2006 | 2013 | 2021 |
| Einwohner                  | 1135 | 1039 | 1029 | 1015 | 1015 | 964  | 1026 | 1061 | 47   |
| Quellen: Cassini und INSEE |      |      |      |      |      |      |      |      |      |

## Sehenswürdigkeiten
- Kirche Notre-Dame-de-l’Assomption aus dem 15. Jahrhundert, Umbauten aus dem 17. und 19. Jahrhundert
- Schloss Rânes mit Park aus dem 14./15. Jahrhundert, Fassaden und Dächer seit 1975 als Monument historique eingeschrieben
- Grabkapelle der Familie de Berghes im Weiler Champ de Coupey, errichtet 1873, seit 2010 als Monument historique eingeschrieben
- Rundwall am Lieu-dit La Couillardière aus dem 11./12. Jahrhundert mit einem Durchmesser von 19 Metern, ohne seinem aufgefüllten Graben seit 1994 als Monument historique eingeschrieben

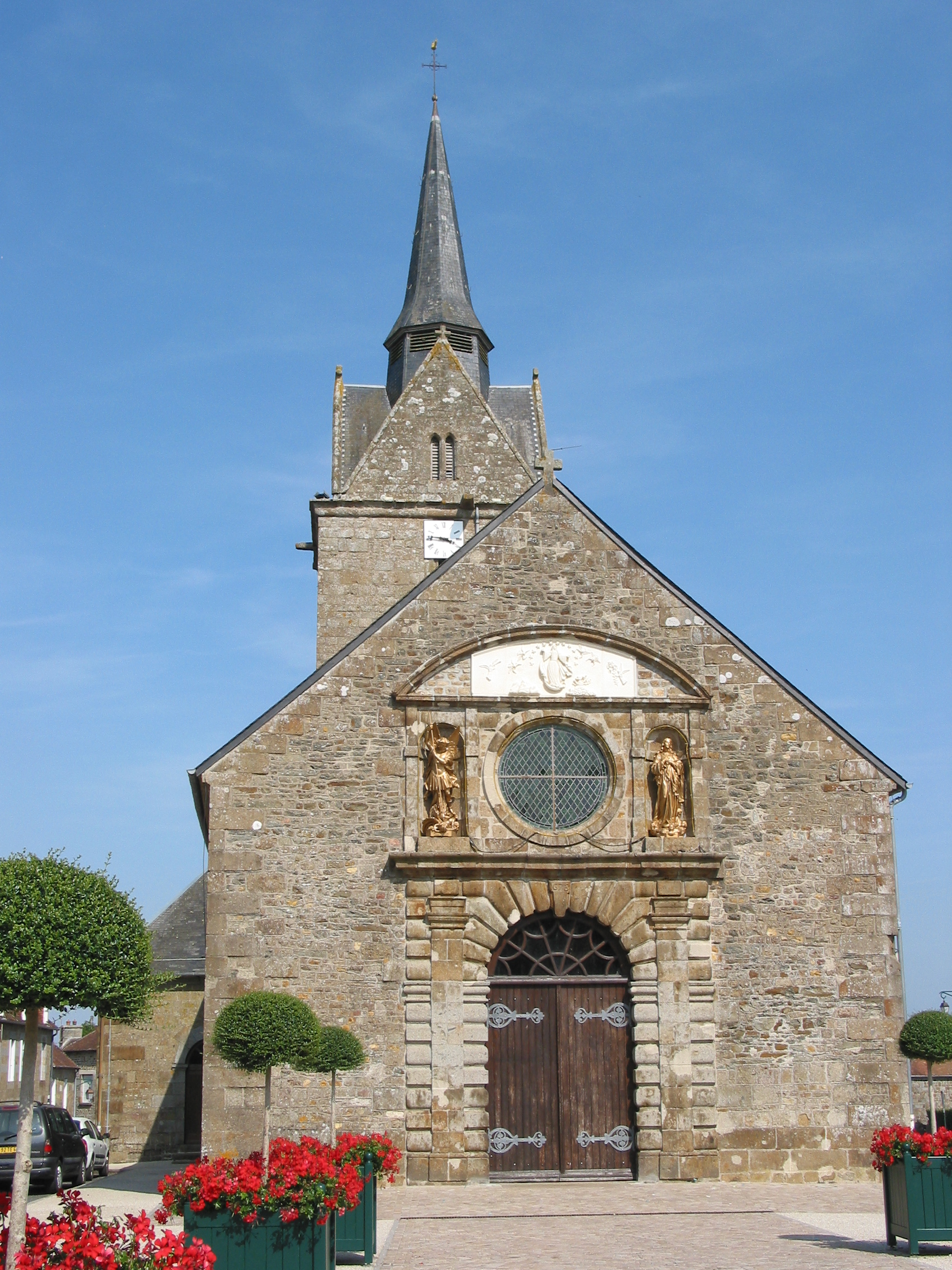
Kirche Notre-Dame-de-l’Assomption
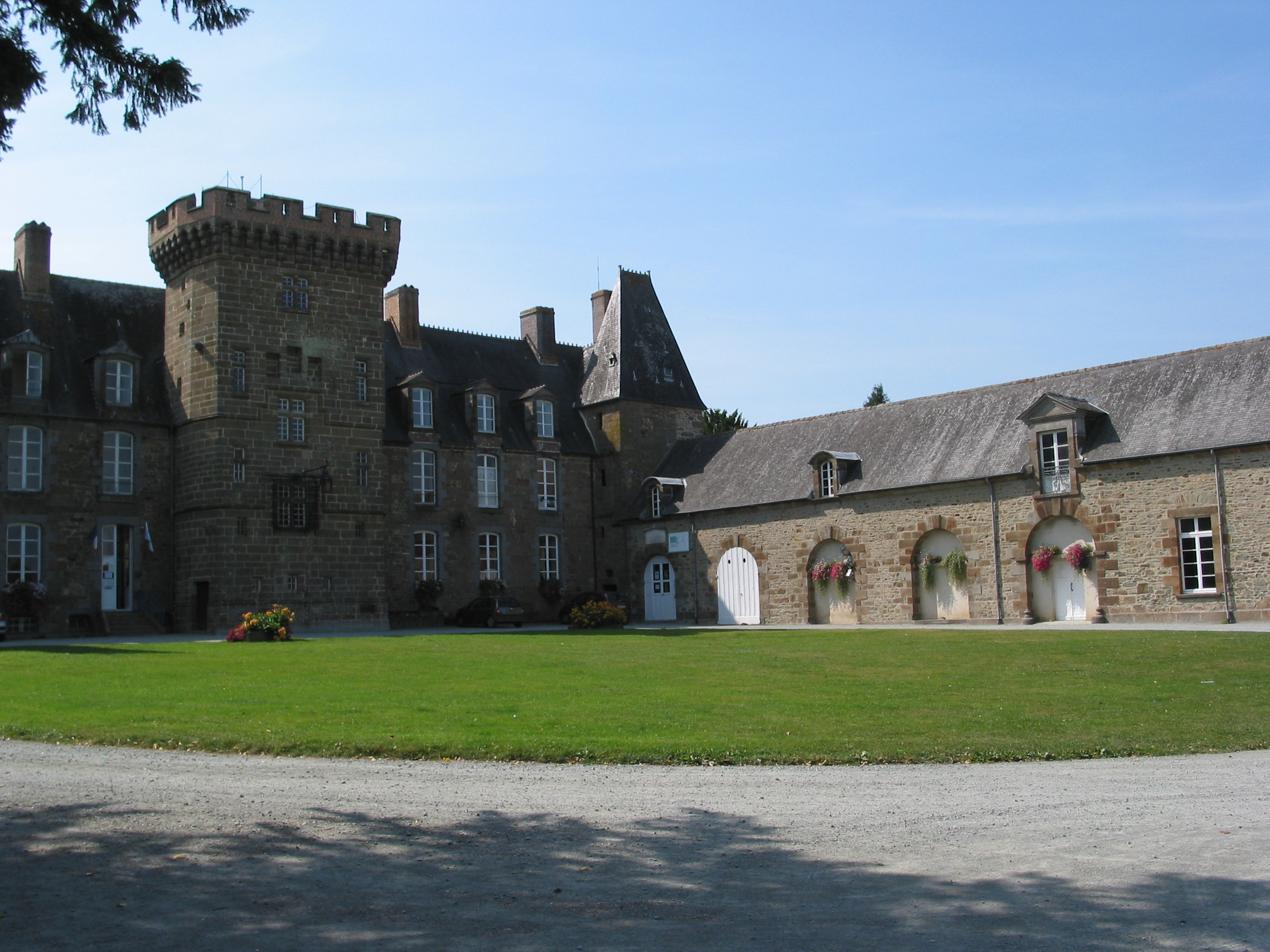
Schloss Rânes
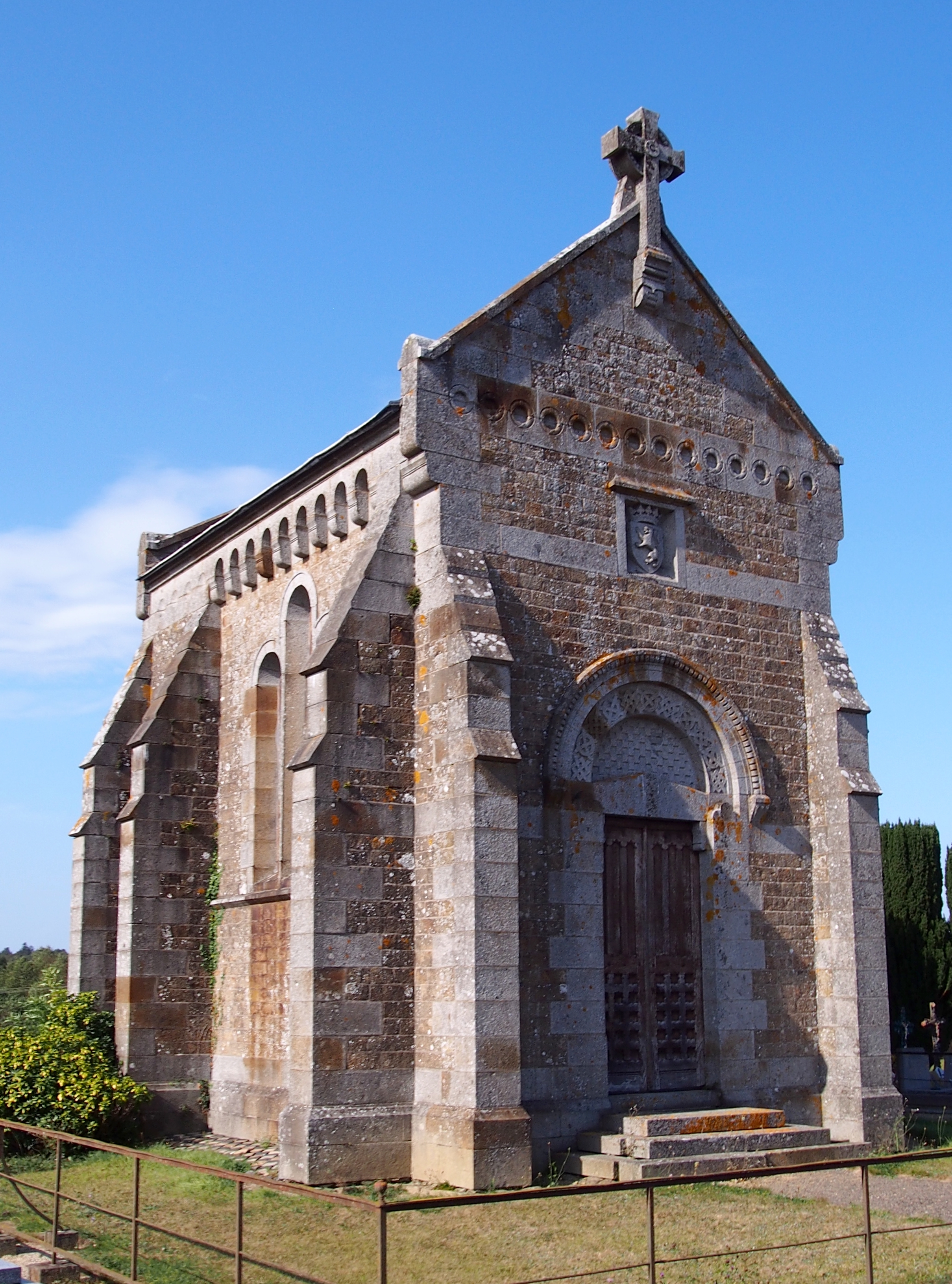
Grabkapelle der Familie de Berghes

## Verkehr
Im Zentrum von Rânes kreuzen sich die Departementsstraße D 909, die ehemalige Route nationale 809 von Falaise nach Lalacelle, und die Departementsstraße D 916, die ehemalige Route nationale 816 von Vimoutiers nach Saint-Fraimbault-de-Prières in der Nähe von Mayenne. Die Departementsstraße D 48 führt östlich nach Boucé über Vieux-Pont. Die nachgeordneten Departementsstraßen D 788, D 864, D 869, D 870 sowie lokale Landstraßen verbinden die Weilern der Gemeinde und Nachbargemeinden.
Busse einer Linie der Transportgesellschaft Nomad der Region Normandie verbinden die Gemeinde mit Argentan und Bagnoles de l’Orne Normandie.

## Gemeindepartnerschaft
Mit dem Ortsteil Ihme-Roloven der deutschen Stadt Ronnenberg in Niedersachsen besteht seit 1972 eine Freundschaft.